# Okulo-aurikulo-vertebrales Spektrum
Das Okulo-aurikulo-vertebrale Spektrum (OAVS) ist ein sehr seltenes angeborenes Fehlbildungssyndrom mit den Hauptmerkmalen Kleinwuchs einer Gesichtshälfte, Ohr- und/oder Augenfehlbildungen sowie Wirbelkörperanomalien und eventuell weiteren Fehlbildungen außerhalb der Kopfregion.
Die Bezeichnung fasst Hemifaziale Mikrosomie, Goldenhar-Syndrom und das Moeschler-Clarren-Syndrom zusammen, wird in der Literatur aber auch als Synonym für das Goldenhar-Syndrom verwendet.
Synonyme: Dysplasie, otomandibuläre, unilaterale oder bilaterale und asymmetrische; OAV-Spektrum
Die Bezeichnung OAVS wurde im Jahre 1989 durch die kanadischen Ärzte M.M. Cohen, B. R. Rollnick und C. I. Kaye vorgeschlagen.

## Verbreitung
Die Häufigkeit wird mit 1-9 / 100 000 bzw. in Europa mit weniger als 1:26.000 angegeben. Der Anteil männlicher Patienten überwiegt leicht.

## Ursache
Der Erkrankung liegen teilweise Mutationen im SF3B2-Gen auf Chromosom 11 Genort q13.1 zugrunde mit autosomal-dominantem Erbgang. Es wird die Beteiligung weiterer Gene vermutet, konnte aber bislang nicht gesichert werden.

## Klinische Erscheinungen
Klinische Kriterien sind:
- Das Erscheinungsbild ist sehr variabel von gering ausgeprägter Asymmetrie lediglich des Gesichts bis zu ausgeprägten beidseitigen kraniofazialen Mikrosomien und weiteren Auffälligkeiten außerhalb der Kopfregion.
- Typischerweise ist die Gesichtsbeteiligung (mehr oder weniger) einseitig.
- Am häufigsten finden sich Ohrmuscheldysplasie, präaurikuläre Anhängsel oder Fisteln, eine Hypoplasie des Unter-, Oberkiefers und des Jochbeines, sowie epibulbäres Dermoid am Auge.
- Veränderungen der Ohrmuschel umfassen Mikrotie, Fehlstellung, Atresie oder Stenose des äußeren Gehörganges, auch Hörverlust ist möglich.
- Veränderungen der Augen können vom Oberlidkolobom bis zu Mikr- und Anophthalmie reichen.

Hinzu können Gesichtslähmung, Asymmetrie des Gaumens, Störung des Trigeminus kommen.
- Nicht selten bestehen auch Herzfehler, Anomalien des Aortenbogens, Situs inversus oder Dextrokardie. Auch Nierenfehlbildungen kommen vor.

## Diagnose
Die Diagnose ergibt sich aus der Kombination klinischer Befunde, insbesondere Mikrotie und/oder Unterkieferhypoplasie zusammen mit präaurikulären Anhängseln gelten als wegweisend. Bereits vorgeburtlich kann eine Verdachtsdiagnose gestellt werden.

## Differentialdiagnostik
Abzugrenzen sind:
- Treacher-Collins-Syndrom
- Townes-Brocks-Syndrom
- CHARGE-Syndrom
- Branchio-oto-renales Syndrom
- Mandibulo-faziale Dysostose-Mikrozephalie-Syndrom
- Wildervanck-Syndrom

## Therapie
Die Behandlung sollte interdisziplinär an entsprechenden Zentren erfolgen und auf das Ausmaß der Veränderungen abgestimmt werden.

## Aussichten
Die Prognose hängt von der Schwere der Anomalien ab.

## Geschichte
Die erste Beschreibung der wesentlichen Merkmale erfolgte als Goldenhar-Syndrom im Jahre 1952 durch Maurice Goldenhar, im Jahre 1963 wurden durch Robert James Gorlin (1923–2006) und Mitarbeitern Wirbelsäulenveränderungen dem Syndrom als weitere Anomalien hinzugefügt.